# Station Idegem
Station Idegem is een spoorwegstation langs spoorlijn 90 (Jurbeke - Aat - Denderleeuw) in Idegem, een deelgemeente van de stad Geraardsbergen. Het is nu een stopplaats.
In 1852 werd de Société anonyme du chemin de fer de Dendre-et-Waes et de Bruxelles vers Gand, par Alost opgericht die als doel had de steenkool uit de Borinage via Geraardsbergen en Aalst naar onder meer Gent en Nederland te brengen. De maatschappij legde in dat kader een reeks spoorlijnen aan: als eerste kwam in 1853 een spoorlijn tussen Aalst en Dendermonde in gebruik die rond 1855 verlengd werd naar Geraardsbergen en later dat jaar nog verder naar Aat. In 1856 kwamen uiteindelijk de secties Dendermonde-Lokeren, Aalst-Schellebelle en Brussel-Denderleeuw (via Ternat) gereed. Voor het ontwerp van de stations werd de beroemde architect Jean-Pierre Cluysenaar aangesproken.
De stationsontwerpen van Cluysenaar kunnen in drie categorieën verdeeld worden: als eerste waren er de stadsstations, vervolgens de iets kleinere plattelandsstations en verder was er nog de kleinste categorie: de haltes. Hoewel deze onderverdeling doet uitschijnen alsof het allen standaardontwerpen betreft dient opgemerkt te worden dat geen van Cluysenaar's stations identiek was. Zijn handelsmerk was binnen een bepaalde standaard zo veel mogelijk de diversifiëren.
Te Idegem werd geopteerd voor de kleinste uitvoering: het halteontwerp. Het betrof een twee verdiepingen tellend symmetrisch gebouw waarbij het loket en wachtzaal zich op het gelijkvloerse bevonden. De stationschef had zijn woonplaats op de eerste verdieping.
Aan het einde van de 19e is het station echter te klein geworden, de meeste Cluysenaarstations werden in deze periode ingrijpend verbouwd (vaak met weinig gevoel voor esthetiek). In Idegem ging men echter drastischer te werk: het gehele Cluysenaarstation werd met de grond gelijk gemaakt en vervangen door een standaardgebouw van de Staatsspoorwegen (Type 1895 R3). In de loop der jaren is het sanitair vervangen door een fietsenstalling. Dit station is nog steeds aanwezig. Sinds de sluiting van de loketten in 2005 staat het grotendeels leeg. De voormalige wachtzaal doet momenteel dienst als kantine voor de lokale Kaatsclub Idegem. Het voorliggende stationsplein wordt aangewend voor het kaatsen, een typische volkssport uit de Denderstreek.
Idegem telt 2 perrons die grotendeels onverhard zijn. Er zijn enkele wachthuisje van het type "Mechelen" neergezet. Aan de uitgangen van beide perrons zijn er gratis fietsstallingen voorzien die echter niet overdekt zijn. Infrabel heeft beloofd dit snel aan te pakken. Auto's kunnen gratis geparkeerd worden op de parkeerstroken aan het station of in de buurt. Het aantal plaatsen is vrij beperkt.
Net zoals de meeste stations op de spoorlijn werden ook in Idegem de perrons tussen 2009 en 2013 vernieuwd en verhard. De perrons zijn nu op een standaardhoogte van 76 centimeter, wat het in- en uitstappen vergemakkelijkt.

## Treindienst
| Serie       | Treinsoort          | Route                                                     | Bijzonderheden                                                        |
| ----------- | ------------------- | --------------------------------------------------------- | --------------------------------------------------------------------- |
| S 6         | GEN (NMBS)          | Zottegem – Denderleeuw – Idegem – Geraardsbergen          | Rijdt alleen op werkdagen. Tijdens de spits een rit vanaf Oudenaarde. |
| P 7970/8970 | Piekuurtrein (NMBS) | Geraardsbergen – Idegem – Denderleeuw – Gent-Sint-Pieters | Rijdt alleen op werkdagen.                                            |

## Galerij

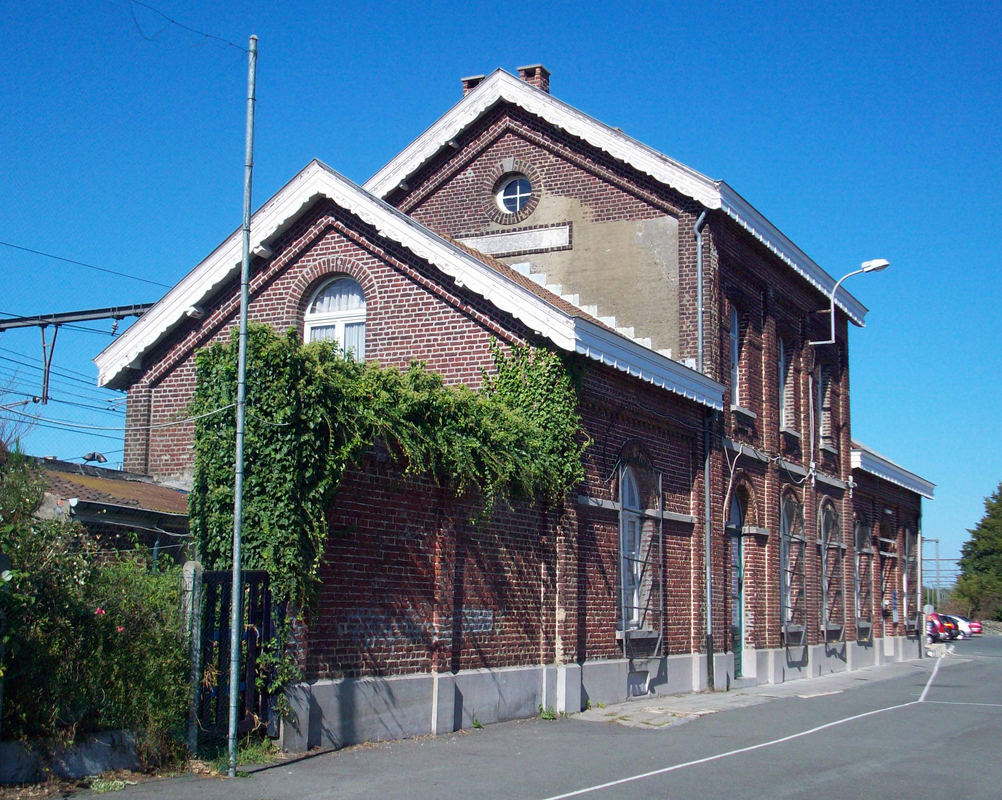
Het station in 2009
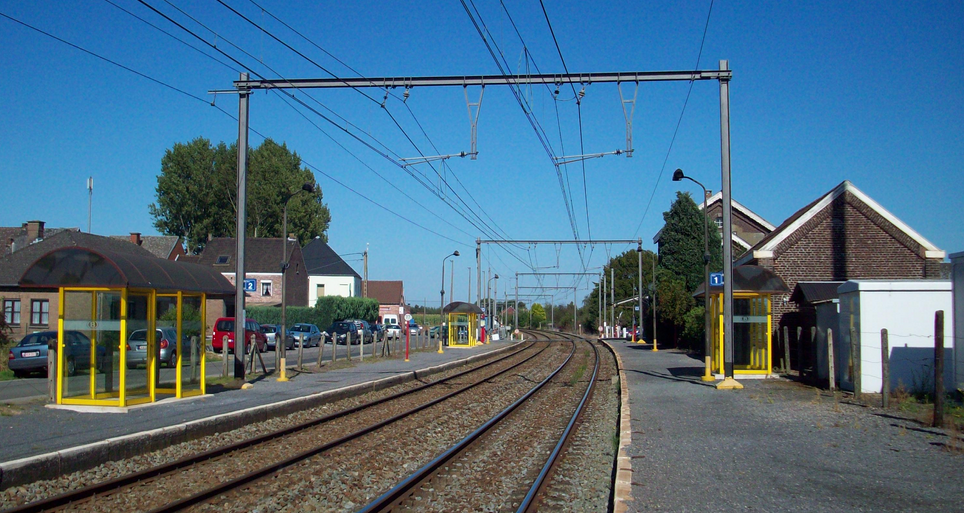
Zicht op de perrons
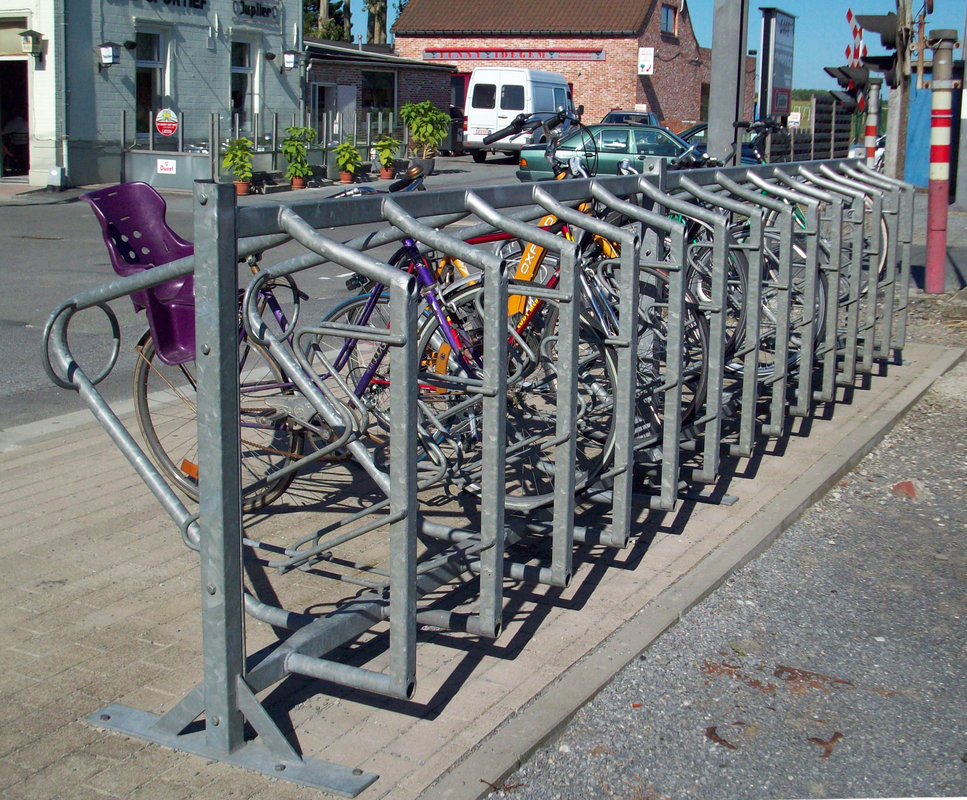
Fietsenstalling
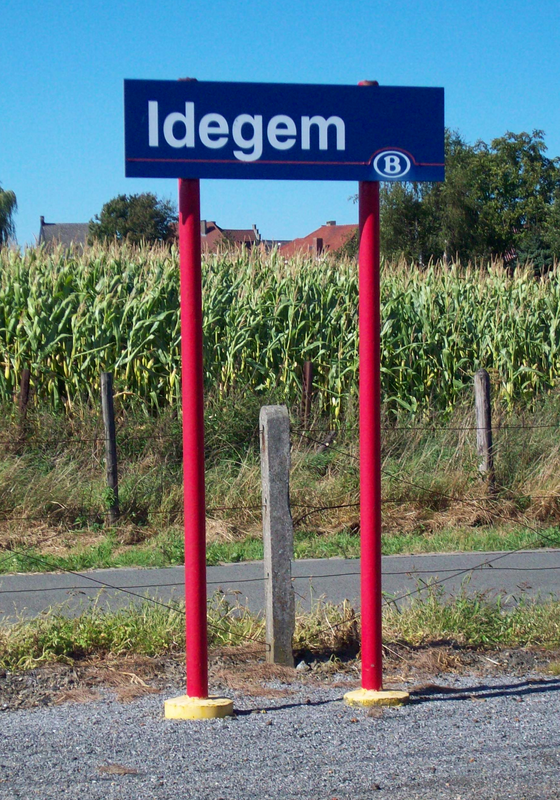
Naambord station Idegem

## Reizigerstellingen
De grafiek en tabel geven het gemiddeld aantal instappende reizigers weer op een week-, zater- en zondag.
| Tabel: aantal instappende reizigers station Idegem | Tabel: aantal instappende reizigers station Idegem | Tabel: aantal instappende reizigers station Idegem | Tabel: aantal instappende reizigers station Idegem |
|                                                    | Weekdag                                            | Zaterdag                                           | Zondag                                             |
| -------------------------------------------------- | -------------------------------------------------- | -------------------------------------------------- | -------------------------------------------------- |
| 1977                                               | 679                                                | 102                                                | 60                                                 |
| 1978                                               | 735                                                | 119                                                | 50                                                 |
| 1979                                               | 773                                                | 91                                                 | 45                                                 |
| 1980                                               | 597                                                | 98                                                 | 47                                                 |
| 1981                                               | 666                                                | 75                                                 | 48                                                 |
| 1982                                               | 628                                                | 57                                                 | 58                                                 |
| 1983                                               | 526                                                | 60                                                 | 54                                                 |
| 1984                                               | 538                                                | 79                                                 | 59                                                 |
| 1985                                               | 545                                                | 86                                                 | 71                                                 |
| 1986                                               | 470                                                | 80                                                 | 49                                                 |
| 1987                                               | 449                                                | 81                                                 | 57                                                 |
| 1988                                               | 436                                                | 70                                                 | 52                                                 |
| 1989                                               | 468                                                | 50                                                 | 52                                                 |
| 1990                                               | 377                                                | 52                                                 | 44                                                 |
| 1991                                               | 418                                                | 61                                                 | 53                                                 |
| 1992                                               | 416                                                | 68                                                 | 64                                                 |
| 1993                                               | 452                                                | 68                                                 | 68                                                 |
| 1994                                               | 445                                                | 56                                                 | 76                                                 |
| 1995                                               | 441                                                | 74                                                 | 62                                                 |
| 1996                                               | 468                                                | 100                                                | 52                                                 |
| 1997                                               | 342                                                | 57                                                 | 36                                                 |
| 1998                                               | 259                                                | 39                                                 | 30                                                 |
| 1999                                               | 190                                                | 38                                                 | 20                                                 |
| 2000                                               | 225                                                | 48                                                 | 22                                                 |
| 2001                                               | 230                                                | 36                                                 | 22                                                 |
| 2002                                               | 232                                                | 41                                                 | 24                                                 |
| 2003                                               | 224                                                | 46                                                 | 34                                                 |
| 2004                                               | 233                                                | 45                                                 | 32                                                 |
| 2005                                               | 225                                                | 50                                                 | 32                                                 |
| 2006                                               | 223                                                | 43                                                 | 29                                                 |
| 2007                                               | 223                                                | 42                                                 | 34                                                 |
| 2008                                               | -                                                  | -                                                  | -                                                  |
| 2009                                               | 179                                                | 48                                                 | 49                                                 |
| 2010                                               | -                                                  | -                                                  | -                                                  |
| 2011                                               | -                                                  | -                                                  | -                                                  |
| 2012                                               | 219                                                | 48                                                 | 27                                                 |
| 2013                                               | 210                                                | 52                                                 | 32                                                 |
| 2014                                               | 221                                                | 22                                                 | 23                                                 |
| 2015                                               | 195                                                | 41                                                 | 36                                                 |
| 2016                                               | 196                                                | 37                                                 | 35                                                 |
| 2017                                               | 188                                                | 48                                                 | 37                                                 |
| 2018                                               | 198                                                | 37                                                 | 53                                                 |
| 2019                                               | 199                                                | 43                                                 | 34                                                 |
| 2020                                               | 141                                                | 42                                                 | 34                                                 |
| 2021                                               | -                                                  | -                                                  | -                                                  |
| 2022                                               | 264                                                | 87                                                 | 70                                                 |
| 2023                                               | 234                                                | 57                                                 | 54                                                 |
| 2024                                               | 277                                                | 93                                                 | 60                                                 |

0,0: Denderleeuw ·
1,9: Iddergem ·
4,4: Okegem ·
7,5: Ninove ·
10,2: Eichem ·
12,1: Appelterre ·
13,4: Zandbergen ·
16,1: Idegem ·
17,8: Schendelbeke ·
21,7: Geraardsbergen ·
23,2: Overboelare ·
26,3: Acren · 
28,7: Lessen ·
29,8: Houraing ·
31,8: Papignies ·
33,5: La Cavée ·
35,4: Rebaix ·
39,9: Aat ·
42,1: Maffle ·
45,0: Mévergnies-Attre ·
46,5: Brugelette ·
48,3: Cambron-Casteau ·
52,1: Lens ·
55,6: Jurbeke ·
58,0: Erbisœul ·
66,7: Baudour ·
71,8: Saint-Ghislain